# Кокошка, Марцин
Марцин Кокошка (пол. Marcin Kokoszka; род. 23 февраля 1984, Свебодзице, Валбжихское воеводство) — польский футболист, защитник.
Выступал за команды «Виктория» (Свебодзице) и «Тур Турек». Летом 2004 года попал в «Одру» из Водзислава-Слёнски. Зимой 2005 года отправился в клуб «Кошарава», где играл полгода и затем вернулся в «Одру». В Экстраклассе дебютировал 2 октября 2005 года в домашнем матче против «Дискоболии» (1:0), Кокошка вышел в добавленное время вместо Войцеха Гшиба.
Выступал за юношескую и молодёжную сборную Польши.